# Чемпіонат СРСР з легкої атлетики в приміщенні 1981
Чемпіонат СРСР з легкої атлетики в приміщенні 1981 року був проведений 6-8 лютого в Мінську в Палаці легкої атлетики Спортивного клубу армії Червонопрапорного Білоруського військового округу. Це був одинадцятий за ліком чемпіонат СРСР в приміщенні та такий, що втретє проводився в Мінську.
Чемпіонство з легкоатлетичних багатоборств було розіграно 13-14 лютого в межах окремого чемпіонату СРСР з багатоборств, що пройшов у Москві.

## Медалісти

### Чоловіки
| Дисципліни                | Золото                          | Золото  | Срібло                        | Срібло  | Бронза                       | Бронза  |
| ------------------------- | ------------------------------- | ------- | ----------------------------- | ------- | ---------------------------- | ------- |
| 60 метрів                 | Володимир Муравйов Караганда    | 6,69    | Микола Сидоров Москва         | 6,73    | Андрій Шляпников Москва      | 6,73    |
| 300 метрів                | Володимир Дьомін Гомель         | 34,27   | Віталій Федотов Чарджоу       | 34,30   | Володимир Муравйов Караганда | 34,56   |
| 600 метрів                | Валерій Логінов Москва          | 1.19,8  | Володимир Шумських            | 1.19,9  | Едгарс Ламба                 | 1.20,0  |
| 800 метрів                | Валерій Веселовський Ленінград  | 1.50,8  | Олександр Костецький Улан-Уде | 1.51,4  | Микола Широков Магнітогорськ | 1.51,6  |
| 1500 метрів               | Сергій Остапенко Мінськ         | 3.44,5  | Павло Яковлєв Улан-Уде        | 3.45,4  | Володимир Кальсін Караганда  | 3.47,0  |
| 3000 метрів               | Валерій Абрамов Московська обл. | 7.54,0  | Ромуальдас Саусайтис Вільнюс  | 7.58,2  | Віктор Чумаков Брест         | 7.59,5  |
| 60 метрів з бар'єрами     | Степан Кузів Львів              | 7,88    | Валерій Климов Ташкент        | 7,93    | Георгій Шабанов Псков        | 7,98    |
| 2000 метрів з перешкодами | Борис Нестерук Кишинів          | 5.29,3  | Петро Чернюк Ленінград        | 5.30,0  | Борис Прус Київ              | 5.30,3  |
| Ходьба 10000 метрів       | Микола Матвєєв Мінськ           | 40.27,2 | Борис Савчук Київська обл.    | 40.36,6 | Марат Акопян Краснодар       | 40.49,2 |
| Стрибки у висоту          | Олексій Дем'янюк Львів          | 2,26 м  | Валерій Середа Баку           | 2,24 м  | Ігор Головач Вітебськ        | 2,21 м  |
| Стрибки з жердиною        | Володимир Поляков Москва        | 5,60 м  | Олександр Крупський Іркутськ  | 5,60 м  | Віктор Спасов Київ           | 5,50 м  |
| Стрибки у довжину         | Володимир Цепельов Вільнюс      | 7,97 м  | Арвідас Сабоніс Вільнюс       | 7,91 м  | Юрій Самарин Дніпропетровськ | 7,88 м  |
| Потрійний стрибок         | Василь Грищенков Ленінград      | 17,01 м | Василь Ісаєв Ленінград        | 16,52 м | Валерій Кузьменок Гомель     | 16,49 м |
| Штовхання ядра            | Яніс Боярс Стучка               | 19,63 м | Геннадій Михайлов Ленінград   | 19,43 м | Олександр Борейко Мінськ     | 19,39 м |

### Жінки
| Дисципліни            | Золото                      | Золото  | Срібло                         | Срібло  | Бронза                                                  | Бронза  |
| --------------------- | --------------------------- | ------- | ------------------------------ | ------- | ------------------------------------------------------- | ------- |
| 60 метрів             | Ольга Короткова Москва      | 7,23    | Ольга Золотарьова Іркутськ     | 7,33    | Наталія Бочина Ленінград                                | 7,39    |
| 300 метрів            | Наталія Бочина Ленінград    | 37,94   | Лілія Тузнікова Грозний        | 38,23   | Ірина Баскакова Ленінград                               | 38,66   |
| 600 метрів            | Анна Костецька Вільнюс      | 1.27,9  | Ніна Ручаєва Свердловськ       | 1.28,4  | Людмила Ашихміна Краснодар                              | 1.28,9  |
| 800 метрів            | Тамара Сорокіна Челябінськ  | 2.02,7  | Людмила Веселкова Ленінград    | 2.02,8  | Ніна Ручаєва Свердловськ                                | 2.04,3  |
| 1500 метрів           | Тамара Сорокіна Челябінськ  | 4.09,6  | Любов Смолка Київ              | 4.10,3  | Валентина Ільїних Смоленськ Людмила Веселкова Ленінград | 4.10,5  |
| 60 метрів з бар'єрами | Тетяна Анісімова Ленінград  | 8,08    | Віра Тінькова Москва           | 8,25    | Олена Бісерова Ленінград                                | 8,32    |
| Ходьба 5000 метрів    | Ольга Чугунова Чебоксари    | 24.04,4 | Поліна Бизня Новополоцьк       | 24.13,8 | Наталія Шарипова Новосибірськ                           | 24.15,8 |
| Стрибки у висоту      | Марина Серкова Ленінград    | 1,91 м  | Ольга Бондаренко Ворошиловград | 1,88 м  | Катерина Рижих Омськ                                    | 1,88 м  |
| Стрибки у довжину     | Тетяна Скачко Ворошиловград | 6,60 м  | Маргарита Буткене Каунас       | 6,48 м  | Тетяна Проскурякова Краснодар                           | 6,46 м  |
| Штовхання ядра        | Нуну Абашидзе Одеса         | 18,57 м | Ніна Самсонова Москва          | 18,36 м | Людмила Савіна Москва                                   | 17,97 м |

## Чемпіонат СРСР з легкоатлетичних багатоборств в приміщенні
Чемпиони країни з багатоборства визначились 13—14 лютого в межах окремого чемпіонату СРСР з багатоборств в приміщенні, вперше проведеного в московському Легкоатлетично-футбольному комплексі ЦСКА імені В. П. Куца. Жінки вперше за історію змагань визначали чемпіонство у шестиборстві, в якому українка Катерина Гордієнко встановила нове вище світове досягнення в приміщенні.

### Чоловіки
| Дисципліна   | Золото                   | Золото           | Срібло                       | Срібло           | Бронза                 | Бронза           |
| ------------ | ------------------------ | ---------------- | ---------------------------- | ---------------- | ---------------------- | ---------------- |
| Семиборство* | Григорій Дегтярьов Кіров | 5753 очки (5904) | Віктор Грузенкін Красноярськ | 5670 очок (5832) | Микола Попцов Іркутськ | 5604 очки (5787) |

### Жінки
| Дисципліна    | Золото                        | Золото               | Срібло                     | Срібло           | Бронза                      | Бронза           |
| ------------- | ----------------------------- | -------------------- | -------------------------- | ---------------- | --------------------------- | ---------------- |
| Шестиборство* | Катерина Гордієнко Кривий Ріг | 5672 очки WIB (5847) | Наталія Альошина Ленінград | 5382 очки (5576) | Наталія Коротаєва Ленінград | 5272 очки (5386) |

* Для визначення переможця в змаганнях багатоборців використовувалась стара система нарахування очок. Перерахунок з використанням сучасних таблиць переводу результатів наведений в дужках.

## Медальний залік
Нижче представлений загальний медальний залік за підсумками обох чемпіонатів.
| Місце | Команда             | Золото | Срібло | Бронза | Загалом |
| ----- | ------------------- | ------ | ------ | ------ | ------- |
| 1     | РРФСР               | 5      | 7      | 10     | 22      |
| 2     | Ленінград           | 5      | 5      | 5      | 15      |
| 3     | УРСР                | 5      | 3      | 3      | 11      |
| 4     | Москва              | 3      | 3      | 2      | 8       |
| 5     | Білоруська РСР      | 3      | 1      | 4      | 8       |
| 6     | Литовська РСР       | 2      | 2      | 0      | 4       |
| 7     | Латвійська РСР      | 1      | 1      | 1      | 3       |
| 8     | Казахська РСР       | 1      | 0      | 2      | 3       |
| 9     | Молдавська РСР      | 1      | 0      | 0      | 1       |
| 10    | Узбецька РСР        | 0      | 3      | 0      | 3       |
| 11    | Азербайджанська РСР | 0      | 1      | 0      | 1       |

## Командний залік

### Основний чемпіонат
| Місце    | Команда           | Очки    |
| Група І  | Група І           | Група І |
| -------- | ----------------- | ------- |
| 1        | РРФСР             | 668     |
| 2        | УРСР              | 544     |
| 3        | Москва            | 436     |
| 4        | Ленінград         | 382     |
| 5        | Білоруська РСР    | 323     |
| 6        | Литовська РСР     | 239     |
| 7        | Казахська РСР     | 147     |
| Група II |                   |         |
| 1        | Челябінська обл.  | 138     |
| 2        | Узбецька РСР      | 97      |
| 3        | Донецька обл.     | 97      |
| 4        | Московська обл.   | 96      |
| 5        | Свердловська обл. | 95      |
| 6        | Латвійська РСР    | 94      |

### Чемпіонат з багатоборств
Одночасно з дорослим чемпіонатом проводився юніорський чемпіонат. Командний залік офіційно визначався на підставі загальних виступів дорослих та юніорів.
| Місце    | Команда         | Очки    |
| Група І  | Група І         | Група І |
| -------- | --------------- | ------- |
| 1        | УРСР            | 314     |
| 2        | РРФСР           | 252     |
| 3        | Ленінград       | 217     |
| 4        | Москва          | 163     |
| 5        | Білоруська РСР  | 151     |
| 6        | Литовська РСР   | 125     |
| 7        | Казахська РСР   | 90      |
| Група II |                 |         |
| 1        | Алтайський край | 87      |
| 2        | Іркутська обл.  | 69      |
| 3        | Донецька обл.   | 58      |
| 4        | Ростовська обл. | 96      |
| 5        | Молдавська РСР  | 39      |
| 6        | Туркменська РСР | 36      |
| 7        | Латвійська РСР  | 36      |
| 8        | Естонська РСР   | 35      |